# McMinnville (Oregon)
McMinnville is de hoofdstad van Yamhill County in de staat Oregon, Verenigde Staten. Het aantal inwoners werd in 2019 geschat op 34.743.

## Ontstaan
De plaats werd door de oprichter William T. Newby genoemd naar zijn vertrekstad McMinnville in de staat Tennessee. Newby was een van de eerste migranten in het westen van de VS die langs de Oregon Trail was getrokken.
McMinnville werd in 1882 formeel een stad, en in een volksraadpleging werd in 1886 besloten dat de county seat werd verplaatst van Lafayette naar McMinnville.

## Attracties
Een belangrijke toeristische attractie is het Evergreen Aviation Museum, waar onder andere Howard Hughes' Spruce Goose is te vinden, 's werelds grootste vliegtuig met propelleraandrijving. De collectie van het museum bestaat verder uit veel toestellen die tijdens Amerika's diverse oorlogen in de twintigste eeuw werden gebruikt.
Bij ufo-enthousiastelingen is McMinnville beroemd vanwege de foto's die in juni 1950 werden gepubliceerd in the News Register, die van een ufo-waarneming zouden zijn van een maand eerder. De foto's werden vervolgens door The Oregonian en LIFE Magazine overgenomen.
Het zomerfestival Turkey Rama trekt elke zomer veel bezoekers, tijdens dit festival wordt de traditie van het barbecueën van kalkoen in ere gehouden.

## Plaatsen in de nabije omgeving
De onderstaande figuur toont nabijgelegen plaatsen in een straal van 16 km rond McMinnville.

## Ufowaarnemingen
In McMinnville wordt jaarlijks een ufo-festival gehouden, het tweede grootste van de Verenigde Staten In 1950 werd het stadje bekend doordat Paul Trent met zijn Kodak Roamer-toestel foto's had genomen van unidentified flying objects. Volgens de getuigenis van zijn vrouw Evelyn ging zij op 11 mei 1950 om 7u30 naar buiten om de dieren op het erf voederen. Terwijl ze met dit karwei bezig was, zag zij plotseling stomverbaasd in het noordoosten een groot, metaalachtig, schotelvormig object dat stil in de lucht bleef hangen. Ze liep snel terug naar het huis om haar man te halen, roepend dat hij het fototoestel moest meebrengen. Toen hij met de Kodak Roamer buitenkwam, was de schotel nog zichtbaar; ze bewoog zich langzaam naar het westen. Paul Trent nam zo snel hij kon een foto. Toen de schotel versnelde, moest Paul zich haastig naar rechts draaien om nog een tweede foto te kunnen nemen. Na ontwikkeling toonde hij de foto's aan een bevriende bankier, Frank Wortman, die ze uiteindelijk aan de lokale krant The Telephone Register bezorgde. Later zouden de foto's samen met het verhaal van de Trents ook wereldwijd gepubliceerd worden door International News Service (INS), Associated Press (AP) en Life magazine. Het Condon report dat ufowaarnemingen onderzocht concludeerde: "This is one of the few UFO reports in which all factors investigated…appear to be consistent with the assertion that an extraordinary flying object…flew within sight of two witnesses.": ... dit is een van de weinige ufowaarnemingen waarin alle onderzochte factoren lijken te stroken met de bewering dat een buitengewoon vliegend object door twee ooggetuigen werd waargenomen.
De Trent Case wordt in de ufologie nog steeds beschouwd als een van de meest geloofwaardige en overtuigende bewijzen voor het bestaan van ufo's, ook al blijft de controverse rond de authenticiteit van de foto's bestaan.

## Geboren in McMinnville
- Beverly Cleary (1916-2021), schrijfster van kinderboeken
- Ehren McGhehey (1976), stuntman (bekend van Jackass)